# 莫索因帕西里亚
莫索因帕西里亚（義大利語：Moso in Passiria），是意大利波尔扎诺自治省的一个市镇。总面积193平方公里，人口2195人，人口密度11.4人/平方公里（2009年）。ISTAT代码为021054。